# Gemeinde Wieting
Die Gemeinde Wieting war eine Gemeinde im Kärntner Bezirk Sankt Veit an der Glan, die 1850 gegründet und 1973 an die Gemeinde Klein Sankt Paul angeschlossen wurde.

## Geografie

### Lage
Die Gemeinde lag im östlichen Teil des Bezirks Sankt Veit an der Glan, im Görtschitztal, im Norden der heutigen Gemeinde Klein Sankt Paul.
Die Fläche der Gemeinde Wieting betrug 34,45 km². Sie erstreckte sich von einer Höhe von 631 m ü. A. an der Görtschitz bis auf 2050 m ü. A. Höhe am Kienberg, einem der Gipfel der Saualpe.

### Gliederung

#### Katastralgemeinden
Die Gemeinde umfasste die Katastralgemeinde Buch und die Katastralgemeinde Dullberg in ihren heutigen Grenzen, sowie die Katastralgemeinde Kirchberg, die damals noch deutlich kleiner war als heute, und die Katastralgemeinde Wieting, die damals minimal größer war als heute.

#### Ortschaften
In der Gemeinde Wieting wurden folgende Ortschaften geführt:
- Buch
- Drattrum
- Dullberg
- Kirchberg (der Ort war damals zwischen den Gemeinden Lölling und Wieting geteilt)
- Kitschdorf
- Mösel
- Maria Hilf (der Ort war damals zwischen den Gemeinden Guttaring und Wieting geteilt)
- Oberwietingberg (einschließlich der heutigen Ortschaft Müllergraben)
- Raffelsdorf
- Unterwietingberg
- Voitsch (der Ort war damals zwischen den Gemeinden Guttaring und Wieting geteilt)
- Wietersdorf (der Ort war damals zwischen den Gemeinden Wieting und Klein Sankt Paul geteilt)
- Wieting

## Geschichte
Im Zuge der Reformen nach der Revolution 1848/49 wurden in Kärnten die Steuerbezirke aufgelöst und Ortsgemeinden gebildet. Die Gemeinde Wieting wurde aus dem ehemaligen Steuerbezirk Wieting gebildet und umfasste somit die Steuer- bzw. Katastralgemeinden Wieting, Buch, Dullberg und Kirchberg.
Die Gemeinde gehörte ab 1850 zum politischen Bezirk Sankt Veit an der Glan und zum Gerichtsbezirk Eberstein. Von 1854 bis 1868 gehörte sie zum Gemischten Bezirk Eberstein. Nach der Reform 1868 gehörte sie bis zu ihrer Auflösung 1973 wieder zum Gerichtsbezirk Eberstein und zum politischen Bezirk Sankt Veit an der Glan.
Das Gemeindegebiet war bis ins 19. Jahrhundert vom Bergbau geprägt. Durch den Ausbau des Wietersdorfer Zementwerks, das unmittelbar neben der Gemeindegrenze auf dem Gebiet der Nachbargemeinde Klein Sankt Paul lag, arbeiteten im 20. Jahrhundert mehr und mehr Einwohner der Gemeinde Wieting in der Nachbargemeinde Klein Sankt Paul, wohin dadurch die Steuereinnahmen flossen. Klein Sankt Paul erfüllte auch einige zentralörtliche Aufgaben für Wieting. So fusionierte man im Zuge der Kärntner Gemeindestrukturreform 1973 nahezu die gesamte Gemeinde Wieting mit der Gemeinde Klein Sankt Paul; gleichzeitig wurde im Bereich Mariahilf ein kleines Gebiet, das bis dahin zur Gemeinde Wieting gehört hatte, aber nur vom Guttaringer Seite aus eine Straßenanbindung hatte, an die Gemeinde Guttaring angeschlossen.

## Bürgermeister
Als Bürgermeister lassen sich nachweisen:
- Franz Spieß, Besitzer des Möselhofs (1850 – 1856)
- Mathias König, Wirt und Krämer in Wieting (1861 – 1873)
- Josef Zöhrer (1873 – 1876?)
- Alois Spieß (1878 – 1880)
- Veit Obersteiner (1882 – 1890)
- Franz König (1890 – 1910)
- Franz Spieß (1910 – 1920)
- Josef Madrian (1920 – 1928)
- Mathias Müller (1928 – 1932)
- Ferdinand Groier (1932 – ?)
- Kilian German (1935 – ?)
- Franz Erlacher (1938 – 1945)
- Eduard Wasserfaller (1945 – 1947)
- Othmar Puckl (1947 – 1948)
- Alois Stingl (1949 – 1959)
- Franz Gruber (1959 – 1964)
- August Ratheiser (1964 – 1972)

## Bevölkerung
Für die Gemeinde wurden zur Zeit ihres Bestehens folgende Einwohnerzahlen angegeben:
- 1849: 813 Einwohner[3]
- 1869: 1028 Einwohner, 179 Häuser[4]
- 1880: 934 Einwohner, 162 Häuser[5]
- 1890: 1076 Einwohner, 157 Häuser[6]
- 1900: 995 Einwohner, 151 Häuser[7]
- 1910: 1040 Einwohner, 148 Häuser[8]
- 1923: 1055 Einwohner, 167 Häuser[9]
- 1934: 1052 Einwohner[10]
- 1961: 963 Einwohner, 149 Häuser[11]

Zum Vergleich: 2001 lebten auf dem Gebiet der ehemaligen Gemeinde Wieting, ohne die wenigen 1973 an die Gemeinde Guttaring angeschlossenen Häuser, nur mehr 724 Einwohner.